# Хопеш
Хопеш (Сапара) е древноегипетски едностранно заточен от външната страна сърповиден тежък меч за една ръка, изработен от бронз или мед.
Въпреки че хопешът е най-разпознаваем като древноегипетско оръжие, той е възникнал в Ханаан и Месопотамия около 2500 г. пр.н.е., където е бил с много по-дълга дръжка и е използван като вид бойна брадва. Когато е пренесен в Египет е адаптиран за използване с една ръка, за да може египетските войници да го носят заедно с щит.
Меча хопеш излиза от обща употреба в началото на 12 век пр.н.е., когато е заменен с прави мечове, донесени в Египет от морските народи. Той отпада от въоръжение поради факта, че от около 1500 г. пр.н.е., като основна бойна единица във войската на фараона се налага бойната колесница, която се нуждаела от лек и маневрен меч за бързи удари.
Едно от най-ранните описания на меча е върху цилиндричен печат от Мари.

## Произход
Смята се, че Кхопеш е създаден в Ханаан. Една ранна версия идва от Лагаш и датира от края на третото хилядолетие пр.н.е. Други ранни образци са намерени в Библос и Сихем.
В Египет меча е пренесен от шумерите. Те го използвали срещу египтяните в битка и той прави толкова голямо впечатление, че по-късно, в началото на второто хилядолетие пр.н.е. е внедрен масово в египетската войска. Освен това, Кхопеш се харесва до толкова от фараоните, че заменя боздугана като символ на египетския орган и ги следва дори в задгробния живот, погребван с тях.

## Наименование
Думата Кхопеш (kh.p.sh) е египетска и буквално означава преден крак на животно или коляно. В Асирия меча носи името Сапара (Sappara).

## Описание
Кхопеш е оръжие, което е нещо междинно между меч и брадва. Ранните образци са много сходни по форма на брадвите, с изключение, че дръжките им са метални, а не дървени. Освен това, макар че има формата на сърп, той е доста различен от сърповидните мечове и според някои изследователи е неправилно да се нарича сърповиден. Основната разлика е, че режещия му ръб е от външната, а не от вътрешната страна на острието.
Кхопеш е изработен от бронз или мед, чрез отливка в калъп, а не чрез изковаване. Има и по-късни образци, които са изработени от желязо, но те са от период, когато меча вече не е в масова употреба. Дръжката и острието му са от цяло парче метал. По-късните примери имат профилна дръжка с органични инкрустации (дървен материал, кост, слонова кост, и т.н.) за захващане. Той е прав до средата, от където започва сърповидната му извивка, силно изнесена напред и заточена от външната страна.
Типичния Кхопеш е с обща дължина около 50–60 см, въпреки че има и доста по-къси образци, които са с дължината на нож. Повечето оцелели примери показват, че меча е твърде тежък, за да е достатъчно ефективен в битка, но все пак не е ясно дали намерените мечове са били предназначени за действителна употреба или са изработени за ритуални цели.

## Използване
В битка Кхопеш е използван от египтяните заедно с щит. Нормалната техника в сражение би била, войника да се защити с щита си, след което да използва Кхопеш за да нанесе тежък удар в тялото или главата на противника, все едно използва боздуган или брадва. Друг вариант е войника да нападне с щита си противника и след това да използва Кхопеш, който е добре балансиран и позволява упражняването на внезапни удари, преди врага да се изправи.
Силно извитото острие на Кхопеш дава възможност при удар да се упражни много голям натиск върху мишената. Вътрешната крива на оръжието е оборудвано с кука, която може да се използва за улавяне на ръката или за отместване на щита на врага, като по този начин да го изложи на атака. Тъй като Кхопеш е направен от мед и бронз – сравнително меки метали, ръба може да бъде притъпен лесно, поради което е малко вероятно меча да е използван за блокиране или париране острие в острие.
По време на Новото царство Кхопеш претърпява промени. Куката в задната част е премахната и върха е изправен, което дава възможност да се практикуват и пробождащи удари.